# Film d'azione
| |  |  |  |
| |  |  |  |
| |  |  |  |
| Le più famose star d'azione del nostro tempo. Da sinistra verso destra: Sylvester Stallone • Arnold Schwarzenegger • Bruce Willis • Jackie Chan Chuck Norris • Steven Seagal • Jean-Claude Van Damme • Wesley Snipes Dwayne Johnson • Vin Diesel • Jason Statham • Tom Cruise |  |  |  |

Il film d'azione è un genere cinematografico in cui la trama viene sostanzialmente raccontata per mezzo di un certo numero di scene d'azione, durante le quali uno o più protagonisti si trovano a dover affrontare una serie di sfide che richiedono coraggio e prodezza fisica. Per questa ragione, tali film sono soliti includere scene di lotta, sparatorie, inseguimenti, esplosioni ed acrobazie di ogni genere. Spesso in questo tipo di pellicole lo sviluppo caratteriale dei personaggi viene ritenuto un elemento secondario, che finisce quindi per rimanere subordinato alla pura spettacolarità dell'azione. 
Il genere è poi strettamente connesso col thriller (per i ritmi frenetici) e con il cinema d'avventura (per le imprese eroiche), e talvolta può fare sfoggio di elaborate coreografie di combattimento ed effetti speciali.
I film di arti marziali e di spionaggio sono considerati un sottogenere di film d'azione per le loro analoghe caratteristiche.
Da notare che sebbene l'azione sia sempre stata uno degli elementi portanti di qualsiasi film, il cinema d'azione come genere a sé stante ha cominciato a delinearsi solo intorno all'inizio degli anni settanta. Nonostante i film d'azione abbiano dato prova di essere una sicura fonte di guadagno per gli studi cinematografici, ottenendo enorme successo al botteghino in numerose occasioni, nella storia soltanto pochi sono riusciti ad ottenere anche i consensi della critica.
Nell'ultimo decennio i film di supereroi, che possono essere considerati anche essi un sottogenere dei film d'azione per le loro analoghe caratteristiche, hanno rappresentato sicuramente il sottogenere cinematografico di maggiore successo in termini di pubblico, in particolare i film di supereroi della Marvel che hanno dato vita a un vero e proprio media franchise, il Marvel Cinematic Universe, considerato uno dei più grandi successi commerciali di sempre.

## Caratteristiche
In condizioni normali, i film di questo genere richiedono una notevole quantità di effetti speciali, oltre al lavoro di stuntmen ed acrobati professionisti, e tendono quindi ad essere particolarmente costosi. Per questo motivo, il genere è tipicamente associato alle grandi produzioni hollywoodiane. Tuttavia è sempre esistito anche un importante filone del cinema action ad Hong Kong, dove da oltre quarant'anni si sono realizzate centinaia di pellicole, la maggior parte delle quali sono film polizieschi o di arti marziali.
Nell'ultimo decennio, molte delle migliori produzioni occidentali denotano una maggiore inclinazione verso una attenta resa delle scene di combattimento. Questa tendenza è stata appunto influenzata dal successo di massa del cinema di Hong Kong, sia in Asia che in occidente. Dunque si può tracciare una distinzione tra i film americani che si improntano verso le arti marziali, come Blade o Matrix, e quelli che invece si mantengono su altre convenzioni, come il più classico conflitto in armi da fuoco, anche se la maggior parte dei film impiegano elementi di entrambi.
Un'altra caratteristica in forte crescita è la tendenza all'uso del blue screen e del motion capture, che permettono di realizzare intere sequenze mediante la computer grafica. Con queste tecniche gli attori possono girare le loro scene in un ambiente circoscritto ed assolutamente sicuro (riducendo contemporaneamente sia la pericolosità delle manovre acrobatiche che il costo per le scenografie), che verrà poi rimpiazzato da fondali animati al computer in post produzione. Queste tecnologie forniscono anche una nuova gamma di opzioni per i registi, che in questo modo ottengono la possibilità di scegliere inquadrature virtuali pressoché impossibili da replicare con le comuni macchine da presa.
La quasi totalità dei film d'azione è contraddistinta da una evidente assenza di realismo. I protagonisti dei film vengono sempre raffigurati come eroi indistruttibili, capaci di sopravvivere alle situazioni più estreme, senza subire gli effetti delle ferite, e senza riportarne alcuna conseguenza. Le armi ed i veicoli vengono invece estremizzati, con fucili e mitragliatrici che non esauriscono mai le pallottole, automobili e motociclette che continuano a muoversi anche se irrimediabilmente danneggiati, oppure che esplodono al minimo accenno di malfunzionamento.

## Storia

### Hollywood
Durante il 1920 e il 1930, ai tempi del cinema muto l'azione alla base dei film era del tipo cappa e spada nei film d'avventura, in cui Douglas Fairbanks e Errol Flynn si esercitavano in colpi di spada e in acrobazie sfruttando le loro doti atletiche. Nel 1940 e il 1950 il cinema "ha visto l'azione" in forma di guerra e di film western. Alfred Hitchcock quasi da solo ha inaugurato il genere di spionaggio col film Intrigo internazionale (1959). Questo film insieme a un'avventura di guerra chiamata I cannoni di Navarone ha ispirato i produttori Albert R. Broccoli e Harry Saltzman ad investire nello spionaggio basato sui romanzi di Ian Fleming. L'azione è dunque sempre stata un elemento alla base dei film; ma il film "d'azione" come un genere a sé stante cominciò a svilupparsi nel 1970. Il lungo successo della serie di James Bond nei film di spionaggio negli anni 1960 e 1970 ha introdotto tutti gli elementi dell'azione come la conosciamo al giorno d'oggi. I film di Bond di allora erano caratterizzati da tagli veloci, inseguimenti, botte e sequenze d'azione sempre più elaborate. Nel 1970 Bond ha visto la concorrenza con le storie poliziesche che hanno cominciato a fondersi con la nuova "azione" di stile. I primi film d'azione americani erano del genere poliziesco: Bullitt (1968), Il braccio violento della legge (1971) e Ispettore Callaghan: il caso Scorpio è tuo! (1971). Questi film sono stati tra i primi a presentare le scene d'azione tramite gli inseguimenti in auto, ispirati alla serie dei film di James Bond. Ispettore Callaghan: il caso Scorpio è tuo! (1971) può essere considerato "il primo film d'azione e vero archetipo" in quanto segnò la fine dell'azione sotto forma di epoche di film western, spionaggio e film di guerra, e la introdusse in un ambiente urbano che sarebbe diventata la norma degli anni a venire. Il 1970 ha visto l'introduzione del cinema delle arti marziali ad un pubblico occidentale, coi film di Bruce Lee e di Chuck Norris. Tuttavia, il genere d'azione non è diventato una forma dominante ad Hollywood fino al 1980, quando fu reso popolare da attori come Sylvester Stallone, Arnold Schwarzenegger, Bruce Willis, Chuck Norris, Jean-Claude Van Damme e Mel Gibson.
Negli anni ottanta Stallone (che già era una star hollywoodiana) divenne un eroe d'azione molto popolare grazie ai film di Rambo. Il primo capitolo della saga, Rambo (1982), volle essere una forma di denuncia da parte dei reduci del Vietnam nei confronti della società americana. Il film oltre a rivelarsi un successo mondiale di pubblico ricevette delle critiche molto favorevoli (cosa piuttosto rara per un film d'azione); ed è Rambo 2 - La vendetta (1985), che è stato il film di maggior successo della serie, che ha reso il personaggio di Rambo un'icona culturale.
Allo stesso modo Schwarzenegger (che già era noto a Hollywood per altre interpretazioni) divenne un'icona del cinema d'azione grazie alla saga di Terminator. Rambo e Terminator divennero due celebri personaggi della storia del cinema e contribuirono a lanciare Stallone e Schwarzy in una serie di film d'azione dal discreto successo e sono considerati le due icone più importanti del cinema d'azione degli anni ottanta e novanta.
Chuck Norris che aveva iniziato la carriera d'attore nei film di arti marziali negli anni settanta, con film come Massacro a San Francisco, Breaker! Breaker!, Hong Kong - Un posto per morire, Il distruttore, proseguì la carriera negli anni ottanta tramite film d'azione che seppur non particolarmente degni di lode riscossero uno straordinario successo dai fan del genere. Altra sua saga importante fu Rombo di tuono, una serie di tre film di genere azione/guerra che gli fece ottenere la fama internazionale. Il suo film più riuscito rimane senza alcun dubbio Delta Force (1986) in cui (già all'apice del successo mondiale grazie a Rombo di tuono), venne affiancato da Lee Marvin ed oltre allo stesso Marvin lavorò con altre stelle del cinema come Lee Van Cleef, Robert De Niro, Henry Silva e molti altri ancora. È senz'altro il più grande attore rappresentativo di questo genere.
Mel Gibson affiancato da Danny Glover ebbe una serie molto popolare con Arma letale a partire dal 1987.
Bruce Willis divenne un eroe d'azione popolare grazie alla saga di Die Hard. Tra l'altro il primo capitolo della saga, Trappola di cristallo (1988) giocò un ruolo di ispirazione nel corso del decennio successivo. Willis nel film interpretò la parte di un poliziotto che involontariamente venne coinvolto in un piano terroristico dove venivano tenuti degli ostaggi in un grattacielo. Il film stabilì così un modello per una moltitudine di imitatori, i quali utilizzarono la stessa formula (un gruppo di ostaggi all'interno di una costruzione e un eroe che combatte i sequestratori), ma in un ambiente diverso. Tra i film che si sono ispirati a Die Hard vi sono: Trappola in alto mare (1992), Speed 2 - Senza limiti (i terroristi assumono il controllo di una nave), Speed (1994) (ostaggi intrappolati su un autobus), Passenger 57 - Terrore ad alta quota (1992), Decisione critica (1996), Air Force One (1997) (gli ostaggi sono intrappolati su un aereo), Con Air (i criminali assumono il controllo di un aereo) (1997), The Rock (1996), Infiltrato speciale (2002) (i criminali assumono il controllo di una prigione), Trappola sulle Montagne Rocciose (1995), Derailed - Punto d'impatto (2002) (ostaggi intrappolati su un treno), A rischio della vita (i terroristi assumono il controllo di uno stadio di hockey sul ghiaccio).
Van Damme cominciò col genere delle arti marziali guadagnandosi la fama internazionale, più tardi prese parte anche a film d'azione ottenendo sempre un discreto successo, e data la sua popolarità in entrambi i generi, registi asiatici molto noti quali John Woo, Ringo Lam e Tsui Hark si appoggiarono a lui per sfondare a Hollywood. Raggiunse diversi successi ai box-office: Senza esclusione di colpi (1988), Kickboxer - Il nuovo guerriero (1989), Timecop - Indagine dal futuro (1994), e Maximum Risk (1996).
Steven Spielberg e George Lucas ispirandosi al personaggio di James Bond, crearono e portarono sul grande schermo il personaggio di Indiana Jones, interpretato da Harrison Ford a partire da I predatori dell'arca perduta (1981), seguirono Indiana Jones e il tempio maledetto (1984), Indiana Jones e l'ultima crociata (1989), Indiana Jones e il regno del teschio di cristallo (2008); anche se si tratta per lo più di film di avventura con elementi d'azione.
Da notare che i film d'azione non ebbero tanto successo come genere a sé, ma più con la fusione con altri generi, come gli stessi Rambo ,Terminator e Arma letale per esempio erano rispettivamente del genere azione-drammatico, azione-fantascienza e azione poliziesco. Non c'è quindi da stupirsi che alla fine degli anni ottanta e durante gli anni novanta si ebbero diversi generi ibridi: azione-guerra (come Rombo di tuono e Delta Force); azione-fantascienza (come RoboCop e Demolition Man); azione-avventura (film di Indiana Jones, Rambo 2 - La vendetta, Rambo III e Cliffhanger - L'ultima sfida); azione-poliziesco (come Cobra e Il codice del silenzio); e anche horror-azione (come Aliens - Scontro finale e Predator).
Il 1990 è stato il periodo dell'introduzione della tecnologia CGI.
Nel 2000 c'è invece l'introduzione della parte dell'eroe femminile, (che fino ad allora era quasi sempre stata maschile) con le attrici asiatiche nonché artiste marziali Michelle Yeoh, Lucy Liu, e il capolavoro di Quentin Tarantino Kill Bill.
Prendendo spunto dal successo del Batman di Tim Burton, i film d'azione del primo decennio del XXI secolo sono ispirati principalmente dai supereroi dei fumetti; difatti c'è stato un grande successo finanziario al botteghino coi film Spider-Man e Iron Man, basati su supereroi dei fumetti Marvel, Batman, personaggio dei fumetti della DC Comics protagonista dei film Batman Begins, Il cavaliere oscuro e Il cavaliere oscuro - Il ritorno, e i Transformers (pubblicati dalle case più svariate), i quali a prescindere dalla loro sotto-classificazione (supereroi) possono considerarsi film d'azione.
Nell'ultimo decennio i film di supereroi hanno dato vita a veri e propri media franchise come il Marvel Cinematic Universe, considerato uno dei più grandi successi commerciali di sempre. Nello stesso periodo hanno riscosso comunque un grandissimo successo a livello planetario anche film d'azione non ispirati ai fumetti e in particolare le due saghe cinematografiche, basate su cast corali di star d'azione, The Expendables, dell'inossidabile Sylvester Stallone, e Fast & Furious, che è la saga d'azione di maggiore successo dell'ultimo decennio, con Vin Diesel, Dwayne Johnson e Jason Statham.

### Hong Kong
Contrariamente a Hollywood il genere d'azione a Hong Kong è sempre stata una forma molto popolare e costituisce la principale fonte di fama mondiale dell'industria cinematografica di Hong Kong.
I primi film d'azione risalgono agli anni venti ed erano basati sullo stile wuxia (cavalieri erranti) che può essere considerato l'equivalente orientale di cappa e spada, e le storie riguardavano eroi che erano guerrieri armati di spada, spesso con elementi mistici o di fantasia. Questo genere però ebbe breve durata, a causa dell'opposizione ufficiale e politica del governo che lo vedeva come un mezzo per promuovere la superstizione e la violenta anarchia. Negli anni trenta venne sostituito da film in cui lo stile era rappresentato da un eroe popolare disarmato praticante il kung fu.
Intorno alla fine del 1940 nel dopo-guerra, una serie di sconvolgimenti in Cina, portarono la rivincita della tradizione wuxia con scene di violenza altamente acrobatiche, l'introduzione del Kung fu nelle scene di combattimento, e degli effetti speciali disegnati direttamente sulla pellicola a mano usati per simulare le capacità di volo e altro ancora. 
Una contrapposizione ai film wuxia è emersa nei film di kung fu che sono prodotti anche oggi. Questi film oltre a sottolineare più "autenticità" nel combattimento con i piedi per terra e il disarmo della spada, si allontanarono dalla tradizione del wuxia. L'esemplare più famoso è quello dell'artista marziale Kwan Tak Hing, che divenne una figura di eroe popolare per almeno un paio di generazioni.
Nella seconda metà degli anni sessanta, il più grande studio dell'epoca Studio Shaw, ha inaugurato una nuova generazione di film wuxia. Queste produzioni erano più ricche nel colore, il loro stile era meno fantasioso e più intenso, con la violenza più forte e più acrobatica. Essi sono stati influenzati dai film di samurai importati dal Giappone e dall'ondata di film wuxia dai romanzi di autori come Jin Yong che è iniziato nel 1950.
Ma la vera svolta dei film di kung fu si ebbe negli anni settanta ove una gran quantità di attori e di registi si immedesimarono nel genere, che divenne la forma più popolare del decennio. Chinese Boxer (1970), interpretato e diretto da Jimmy Wang Yu, è ampiamente accreditato con il lancio del boom del kung fu, e anche Le furie umane del kung fu (1978). Il coreografo Lau Kar Leung in film come I distruttori del tempio Shaolin (1977) e 36ª camera dello Shaolin (1978) ha sottolineato la tradizione e la filosofia delle arti marziali, e si è sforzato di dare sullo schermo la maggiore autenticità alla lotta, con maggiore velocità e complessità. L'ondata di kung fu è stata provocata anche da un'enorme popolarità internazionale non solo in Asia orientale ma anche in Occidente.
Il più noto artista marziale del periodo fu Bruce Lee che completò solo quattro film prima della sua morte Il furore della Cina colpisce ancora (1971), Dalla Cina con furore (1972), L'urlo di Chen terrorizza anche l'Occidente (1972), e I tre dell'Operazione Drago (1973) che comunque fecero di lui la superstar internazionale cinese. 
Nel corso degli anni Lee fu succeduto da una serie di imitatori, ma quello che più rivaleggiò con la sua fama fu Jackie Chan, che rese popolare l'uso della comicità, e delle acrobazie pericolose dagli anni ottanta. A questo punto ci fu un'influenza reciproca di entrambi i generi da Hollywood a Hong Kong e da Hong Kong a Hollywood; e anche il cinema di Hong Kong si immedesimò in film d'azione tipici di Hollywood.
Tsui Hark divenne il più famoso regista di Hong Kong di tutti i tempi, i suoi film erano caratterizzati da esasperanti ritmi di azione. 
Hark come produttore ha contribuito a lanciare un altro regista, John Woo, che combinando fantasiosamente le coreografie con le sparatorie e un'aggiunta di melodramma emotivo inaugurò il proprio genere heroic bloodshed negli anni ottanta e i primi anni novanta. Ringo Lam divenne un maestro dei thriller d'azione e tra i suoi più interessanti lavori vi fu City on Fire (1987).

### Resto del mondo
Il genere d'azione ha affascinato oltre ad Hollywood e Hong Kong anche il resto del mondo. In Europa la maggior parte dei film sono d'azione, polizieschi e di spionaggio, mentre i paesi vicini a Hong Kong quali Thailandia e Filippine si sono incentrati sul genere delle arti marziali; la Malesia sul genere dei supereroi.
Tuttavia la produzione nel resto del mondo è stata esigua rispetto ai primi due.
In Italia il genere è stato prodotto per la maggior parte negli anni settanta.
Le Filippine hanno prodotto film sulle arti marziali negli anni settanta (inediti in Italia).
La Malesia ha prodotto film sui supereroi negli anni 2000 (inediti in Italia).
| Paese         | Film |
| Italia        | 1990 - I guerrieri del Bronx, Fuga dal Bronx, Cobra Mission, Endgame - Bronx lotta finale                                    |
| Francia       | Léon, Wasabi, Taxxi, Taxxi 2, Taxxi 3                                                                                        |
| Russia        | I guardiani della notte |
| Corea del sud | Mr. Vendetta |
| Giappone      | Battle Royale, Violent Cop, Dead or Alive                                                                                    |
| Thailandia    | The Protector - La legge del Muay Thai, Ong-Bak - Nato per combattere, Ong-Bak 2 - La nascita del dragone, Bangkok Dangerous |
| China         | Hero |
| Svezia        | L'uomo sul tetto, Zero Tolerance                                                                                             |
| Israele       | La notte dei falchi (Entebbe - Operazione Thunderbolt)                                                                       |
| Filippine     | Bamboo Gods and Iron Men, Cover Girl Models, For Your Height Only                                                            |
| Malesia       | Cicak Man, Cicakman 2 – Planet Hitam                                                                                         |

## Sottogeneri
- Commedia d'azione - In questo tipo di film le scene d'azione sono spettacolari ma non particolarmente violente. Inoltre, sono spesso presenti delle situazioni comiche o ridicole che sdrammatizzano la tensione nei momenti più importanti. Alcuni esempi significativi possono essere The Blues Brothers, 48 ore, Bad Boys, Beverly Hills Cop, Rush Hour, Charlie's Angels.
- Thriller d'azione - Questo sottogenere combina gli elementi tipici dei film d'azione con le storie di mistero. Alcuni esempi di questa categoria sono City on Fire, Maximum Risk, Danny the Dog, Il fuggitivo, Mission: Impossible.
- Girls with guns - È un sottogenere originario di Hong Kong, contraddistinto dal fatto che i protagonisti sono sempre donne o ragazze dal carattere forte. In questo tipo di film si fa largo uso delle armi da fuoco, con tanto di acrobazie e arti marziali. Film statunitensi che si rifanno al genere sono Lara Croft: Tomb Raider, Kill Bill e Wanted.
- Heroic bloodshed - È un sottogenere associato ai film di John Woo. Questo tipo di film ruota intorno a temi epico/romantici come la fratellanza, l'onore, la redenzione e gli effetti della violenza sulla persona e sulla società in generale. Esempi sono la saga di A Better Tomorrow, The Killer ed Hard Boiled.
- Die Hard scenario - In questo tipo di film la storia si svolge entro un'area delimitata, come può essere un edificio, un aeroplano o una nave da crociera. Solitamente la trama è incentrata sulla cattura di ostaggi da parte di una banda di malviventi, alla quale sarà costretto ad opporsi un singolo eroe, che dovrà quindi combattere la sua battaglia usando l'astuzia per tentare di sconfiggerli. Questo sottogenere è stato reso popolare dal film Trappola di cristallo (al quale deve anche il nome, Die Hard), ed è poi riuscito a prendere piede sia per il suo fascino che per la relativa semplicità di realizzazione dei set ad un prezzo vincolato.
- Azione drammatico - In questo tipo di film vengono solitamente enfatizzati aspetti come il rimorso e l'introspezione. Durante la svolgimento della trama si segue un preciso sviluppo emotivo e caratteriale dei personaggi, che sono quasi sempre tormentati dai propri sensi di colpa o dalle loro tragedie personali. Rambo, JCVD - Nessuna giustizia, Heat - La sfida.
- Azione fantascientifico - Questo sottogenere combina gli elementi tipici dei film d'azione con le storie di fantascienza, quindi ambientazioni futuristiche ed alta tecnologia. Alcuni esempi ne sono: Terminator, Matrix, Inception, Demolition Man, Atto di forza, Timecop - Indagine dal futuro
- Azione d'avventura - In questo tipo di film i protagonisti vengono sempre coinvolti in avventure incredibili, che spesso li conducono in luoghi esotici o inesplorati, alla ricerca di qualcosa. Il genere è stato portato alla ribalta dai film di Indiana Jones, che ne sono anche considerati i migliori esponenti. Altri esempi possono essere Grosso guaio a Chinatown, Avventurieri ai confini del mondo, All'inseguimento della pietra verde, La maledizione della prima luna, Cliffhanger - L'ultima sfida
- Azione poliziesco - Questo tipo di film segue le vicende di un poliziotto, o di una squadra di poliziotti, durante le indagini per risolvere un caso. La saga di Arma letale ne è l'archetipo per eccellenza.
- Azione guerra - Rombo di tuono, Rambo 2 - La vendetta, Rambo III, Delta Force
- Horror d'azione - Aliens, Deep Rising - Presenze dal profondo, Blade, Resident Evil.
- Arti marziali - I tre dell'Operazione Drago, Kickboxer - Il nuovo guerriero.
- Azione spionaggio - Casino Royale, Quantum of Solace, The Bourne Identity.
- Azione supereroi - Questo tipo di film racconta la storia di personaggi dotati di capacità sovrumane, dediti alla lotta contro il crimine. Quasi sempre i film di questo sottogenere sono basati su un fumetto. Alcuni esempi sono Spider-Man, Iron Man, Transformers, X-Men, I Fantastici Quattro, Hulk, Il cavaliere oscuro

### Film di arti marziali
I film di arti marziali trovano la loro origine nel cinema di Hong Kong, e per le loro caratteristiche di combattimenti a mani nude oppure con le armi tipiche di queste discipline sono considerati un sottogenere dei film d'azione. In questo genere di film il protagonista combatte per la vita o per la giustizia contro più avversari usando appunto le arti marziali. I primi film di arti marziali risalgono agli anni settanta ove una gran quantità di attori e di registi si immedesimarono nel genere del kung fu. Bruce Lee s'impose primo fra tutti facendosi conoscere anche in occidente, e grazie alla sua fama ne lanciò il genere anche a Hollywood col film I tre dell'Operazione Drago (1973).
A questo punto il successo dei film di arti marziali fu evidente dal fatto che non solo divenne un genere diffuso a Hong Kong e a Hollywood, ma anche dal fatto che influenzò diversi generi di film. In particolare le scene di lotta ispirate alle arti marziali divennero parte integrante del genere d'azione hollywoodiano. Ad esempio Chuck Norris (campione mondiale sette volte di karate e due di taekwondo), che aveva preso parte insieme a Bruce Lee a film di arti marziali, dopo la scomparsa di Lee prese parte a film d'azione ove nelle scene di lotta si esibiva mostrando le sue abilità nelle discipline di combattimento.
Negli anni ottanta e novanta il cinema delle arti marziali ha visto dominante la figura di Jean-Claude Van Damme (campione europeo di full contact) divenuto famoso grazie a Senza esclusione di colpi (1988), e a Kickboxer - Il nuovo guerriero (1989) lanciando appunto la moda della Kickboxing; i suoi primi film tutto sommato erano molto ibridi col genere sportivo. Dopo aver avuto successo con le arti marziali Van Damme si spostò sul genere d'azione, dove tuttavia il più delle volte si esibiva ancora in acrobazie di arti marziali.
Jackie Chan che aveva cominciato con le arti marziali proseguì mischiandone il genere con la commedia.
Un'altra stella nascente delle arti marziali è il thailandese Tony Jaa esperto di Muay Thai comparso in una serie di film di arti marziali nella Thailandia.

### Film di spionaggio
Il film di spionaggio è un genere cinematografico il cui oggetto di spionaggio può essere descritto in maniera realistica, come ad esempio gli adattamenti di John Le Carré, oppure in maniera fantastica, come nel caso delle serie di James Bond e Missione Impossibile, caratterizzate da scene d'azione e effetti speciali spettacolari. In questo ultimo caso si tratta piuttosto di film d'azione con elementi di spionaggio e questi film di spionaggio possono essere quindi considerati un sottogenere dei film d'azione per le loro analoghe caratteristiche.
Questo sottogenere ha visto il suo momento topico di popolarità negli anni sessanta e settanta, all'apice della guerra fredda, proprio grazie alla serie di James Bond, ma ha poi continuato a essere popolare anche in seguito fino ai più recenti successi di Agente 007 - Casinò Royale (2006), Agente 007 - Quantum of Solace (2008), Agente 007 - Skyfall (2012) e Agente 007 - Spectre (2015).

### Film di supereroi
Anche i film di supereroi per le loro caratteristiche possono essere considerati un sottogenere dei film d'azione e attualmente sicuramente il sottogenere di maggiore successo.
Nel 1978, quando gli effetti speciali raggiunsero un livello tale da renderlo possibile, venne realizzato il primo film di supereroi: Superman: The Movie, diretto da Richard Donner e interpretato da Christopher Reeve. Il film riscosse un grande successo ed ebbe tre seguiti:
- Superman II del 1980
- Superman III del 1983
- Superman IV del 1987

Durante gli anni ottanta furono girati anche altri film ispirati ai supereroi dei fumetti, ma con risultati spesso deludenti. Nel 1989, vista la popolarità del personaggio della Marvel il Punitore, ne venne realizzato un adattamento cinematografico: Il vendicatore (The Punisher) con Dolph Lundgren nei panni del protagonista. Il film si discostava per molti dettagli dal fumetto d'origine della Marvel; il film ebbe scarso successo e venne presto ritirato dalle sale per essere distribuito in home video.
Il film Batman (1989), del regista Tim Burton, fu il primo riuscito tentativo di creare una pellicola di supereroi con le tenebrose atmosfere dei fumetti più recenti. Un'accurata scenografia e le interpretazioni di Michael Keaton nella parte di Batman e Jack Nicholson in quella del Joker portarono il film a un grande successo di pubblico e critica. Dello stesso regista, con risultati analoghi, è Batman - Il ritorno (1992) con lo stesso Keaton a rivestire il ruolo del cavaliere mascherato, che questa volta ha come antagonisti l'ambigua Catwoman, interpretata da Michelle Pfeiffer e il Pinguino di Danny DeVito.
La serie proseguì con altri due film opera del regista Joel Schumacher, Batman Forever (1995) e Batman & Robin (1997).
L'insuccesso soprattutto di Batman & Robin, unito a quelli, sempre nel 1997, del film su Steel (un supereroe minore della DC) e del pur popolarissimo Spawn, crearono una certa diffidenza nei confronti dei film di supereroi da parte degli studi cinematografici.
Ciò nonostante, molti film di supereroi (detti anche supermovie) vennero prodotti tra la fine degli anni novanta e l'inizio del decennio successivo. La Marvel riscosse un certo successo nel 1998 con Blade, interpretato dal convincente Wesley Snipes, a cui seguirono Blade II (2002) e Blade: Trinity (2004). Anche in Italia i film hanno goduto di un discreto successo.
Il blockbuster X-Men (2000) inaugura la stagione, tuttora in corso, dei grandi successi del cinema supereroistico. Il film di Sam Raimi Spider-Man (2002) batte il record di incassi nei primi cinque giorni di programmazione. Stessa fortunata sorte tocca ai seguiti X-Men 2 (2003), X-Men - Conflitto finale (2006) e Spider-Man 2 (2004). Elenchiamo di seguito altri film che, pur senza sbancare i botteghini, hanno goduto di un certo successo e hanno, in parte, contribuito a diffondere un'immagine convincente dei supereroi al cinema:
- Daredevil (2002)
- Hulk (2003)
- Hellboy (2004)
- The Punisher (2004)
- Elektra (2005), dalle avventure dell'omonimo personaggio femminile nato (sia nei fumetti che poi al cinema) come spin-off di Daredevil.

È del 2005 Batman Begins diretto da Christopher Nolan, un ritorno alle origini per il Batman cinematografico, con protagonista Christian Bale. Il film indaga sulla giovinezza di Bruce Wayne e sulla genesi del supereroe, periodo in genere poco approfondito dai fumetti, facendo ritorno alle atmosfere cupe che hanno reso celebre il personaggio, ma non può e non vuole, nelle intenzioni degli autori, essere considerato il prosieguo della saga iniziata da Tim Burton. La pellicola ha riscosso un considerevole successo anche in Italia e una parte della critica l'ha indicato come uno degli esempi meglio riusciti del filone.
Sempre del 2005 è I Fantastici Quattro, una reinterpretazione modernizzata con parecchie libertà del primo e più celebre quartetto di supereroi, rivolto soprattutto alle generazioni più giovani. Uscito negli Stati Uniti in luglio e successivamente distribuito nel resto del mondo (in Italia il 16 settembre), il film ha riscosso un notevole successo al botteghino, pur senza entusiasmare la critica come altri predecessori.
Nel 2007 prima Ghost Rider, Spider-Man 3 e poi I Fantastici 4 e Silver Surfer, sequel del film del 2005, hanno confermato la stagione di successi di questo particolare cinema di genere. Nel 2008 escono Iron Man, L'incredibile Hulk, con Edward Norton al posto di Eric Bana, e Il cavaliere oscuro sempre diretto da Christopher Nolan, con Christian Bale. Quest'ultima pellicola ha trovato il consenso della critica che l'ha paragonata una versione fumettistico/supereroistica del Padrino; il ricavato ha superato i 500 milioni di dollari solo negli Stati Uniti e il miliardo in tutto il mondo.
Spinti dal successo della saga di Batman, DC Comics e Warner Bros. (proprietaria della DC) danno il via libera al reboot della saga cinematografica di Superman e a Green Lantern, tratto dall'omonimo fumetto DC, oltre alla conclusione della trilogia di Nolan con Bale: Il cavaliere oscuro - Il ritorno (2012).
Diversa è la situazione della Marvel: mentre pellicole come X-Men le origini - Wolverine (2009) e X-Men - L'inizio (2011) continuano a sfruttare il franchise, e l'Uomo Ragno ottiene un reboot, i Marvel Studios (filiale della casa madre nata per esercitare un maggiore controllo/partecipazione sui film Marvel) producono Iron Man tentando di realizzare una continuity cinematografica; il progetto continua con L'incredibile Hulk (2008), Iron Man 2 (2010), Thor (2011), Captain America - Il primo Vendicatore (2011), e culmina nel film The Avengers (2012); i film di supereroi della Marvel danno così vita a un vero e proprio media franchise, il Marvel Cinematic Universe, considerato uno dei più grandi successi commerciali di sempre.

## Attori

### Attori di Hollywood
I primi attori che cominciarono a recitare in film western, e di guerra negli anni cinquanta e sessanta furono John Wayne, Steve McQueen e Lee Marvin. Costoro passarono il testimone negli anni settanta ad attori che recitarono in film polizieschi come Clint Eastwood e Charles Bronson, e ad artisti marziali come Bruce Lee e Chuck Norris.
Negli anni ottanta e novanta dominarono la scena attori come Sylvester Stallone (Rocky, Rambo) e Arnold Schwarzenegger (Conan il barbaro, Terminator, Predator), che visto l'enorme successo dei loro film vinsero anche un Telegatto ciascuno come attori internazionali più popolari.
Nello stesso periodo Mel Gibson e Danny Glover furono protagonisti della popolare serie Arma letale e Bruce Willis giocò un ruolo di ispirazione per uno specifico sottogenere di film d'azione con Die Hard. Chuck Norris divenne invece un’icona dei film d'azione interpretando film come Rombo di tuono, Delta Force e la sua famosa serie Walker Texas Ranger.
L'attore-artista marziale belga Jean-Claude Van Damme divenne la figura dominante delle arti marziali negli anni ottanta e novanta, prendendo anche parte a pellicole d'azione, e grazie alla sua popolarità in entrambi i generi molti registi asiatici si servirono di lui come trampolino di lancio a Hollywood. Un altro attore-artista marziale di nazionalità europea è lo svedese Dolph Lundgren che negli anni ottanta, novanta e 2000 recitò e diresse diversi film d'azione.
Il veterano attore Nick Nolte e il comico Eddie Murphy hanno sbancato i botteghini con la commedia d'azione 48 Ore, che è accreditato come il primo buddy-cop.
Will Smith ebbe diversi ruoli: Bad Boys, Men in Black, Hancock.
Harrison Ford ha avuto ruoli importanti in film del genere azione-fantascienza, ma soprattutto in film dal genere azione-avventura come Indiana Jones e in dei thriller d'azione come Giochi di Potere e Sotto il segno del pericolo, rispettivamente secondo e terzo capitolo della saga su Jack Ryan.
Wesley Snipes prese parte a diversi ruoli d'azione, fra cui quello di Blade.
Per quanto riguarda l'ultimo decennio, attori che hanno preso parte a ruoli d'azione, in particolare nel sottogenere supereroistico, sono Tobey Maguire nel ruolo di Spider-Man, Christian Bale col personaggio di Batman, e Robert Downey Jr. nei ruoli di Iron Man e Sherlock Holmes. Mentre Lucy Liu e Uma Thurman hanno lanciato la figura dell'eroe d'azione femminile.
Gli attori che però si sono imposti maggiormente come nuove star del cinema d'azione del nuovo millennio sono Jason Statham (The Transporter, I mercenari - The Expendables, Fast & Furious), Vin Diesel (xXx, Riddick, Fast & Furious) e Dwayne Johnson (Il Re Scorpione, Hercules: il guerriero, San Andreas, Fast & Furious), che hanno anche condiviso il set della saga d'azione di maggiore successo dell'ultimo decennio.

### Attori di Hong Kong
Negli anni settanta Bruce Lee prese parte a diversi film sul kung-fu, e prima di divenire famoso a Hollywood venne affiancato da Chuck Norris in alcuni film.
Negli anni '70, '80 e '90 Jackie Chan si è imposto come la star del cinema delle arti marziali di Hong Kong, e negli stessi anni Chow Yun-Fat divenne molto noto come attore di film d'azione prendendo parte a film di John Woo e Ringo Lam. L'attrice Michelle Yeoh che affiancò Jackie Chan e Chow Yun-Fat in alcuni ruoli d'azione contribuì a lanciare la figura dell'eroe femminile, e si fece conoscere anche a Hollywood.